# چونگنینگسان (گیئونگی)
چونگنینگسان (به لاتین: Chungnyungsan) یک کوه در کره جنوبی است. چونگنینگسان ۸۷۹ متر بالاتر از سطح دریا واقع شده‌است.